# فرم بنیادی اول
در هندسه دیفرانسیل، فرم بنیادی اول (به انگلیسی: First Fundamental Form) ضرب داخلی روی فضای مماس یک رویه در فضای اقلیدسی سه بعدی است که به طور کانونی از ضرب داخلی {\displaystyle \mathbb {R} ^{3}} القا می شود. این فرم، امکان محاسبه انحنا و خواص متری یک رویه چون طول و مساحت را به گونه ای که با فضای پیرامونی سازگار باشد را می دهد. اولین فرم بنیادی با عددگذاری رومی {\displaystyle I} نمایش می دهند:
{\displaystyle \mathrm {I} (x,y)=\langle x,y\rangle .}
فرض کنید {\displaystyle X(u,v)} یک رویه پارامتری باشد. آنگاه ضرب داخلی دو بردار مماس به این صورت است:
{\displaystyle {\begin{aligned}&{}\quad \mathrm {I} (aX_{u}+bX_{v},cX_{u}+dX_{v})\\&=ac\langle X_{u},X_{u}\rangle +(ad+bc)\langle X_{u},X_{v}\rangle +bd\langle X_{v},X_{v}\rangle \\&=Eac+F(ad+bc)+Gbd,\end{aligned}}}
که در آن {\displaystyle E} و {\displaystyle F} و {\displaystyle G} ضرایب فرم بنیادی اول اند.
فرم بنیادی اول را می توان به صورت ماتریس متقارن زیر نمایش داد:
{\displaystyle \mathrm {I} (x,y)=x^{\mathsf {T}}{\begin{pmatrix}E&F\\F&G\end{pmatrix}}y}